# Kovács Zsolt (politikus)
Kovács Zsolt (Miskolc, 1968. augusztus 23.-) történelem-rajztanár, kabinetvezető-helyettes, elnöki főtanácsadó, vezető-kormányfőtanácsos, Észak-Magyarországi regionális igazgató, 2022-től a FIDESZ-KDNP országgyűlési képviselője.

## Életrajz
Középiskolásként a Zalka Máté Gépipari Műszaki Szakközépiskola gépszerkesztő szakán tanult. Érettségi után Sárospatakra került, ahol a Comenius Tanítóképző Főiskolán, rajz speciális szakon szerezte meg általános iskolai tanítói oklevelét 1989-ben. 1993-ban megszerezte rajz szakos tanári diplomáját Egerben, majd 1992 és 1996 között egymás után végezte el a Magyar Iparművészeti Főiskola környezetkultúra-, kommunikáció-, múzeumpedagógia-, lakás- és iskola környezetkultúra szakát. Alapító tagja volt az Ongai Faluvédő Egyesületnek, az OngArt Amatőr Művészeti Egyesületnek és az Ongai Kulturális Egyesületnek.

## Politikai, és foglalkozási információk
Miskolc, 2000-2004, Az Ifjúsági és Sportminisztérium regionális irodavezetője − Perspektíva Felnőttképző Oktató Centrum igazgatója, 2004-2005, igazgató − Szikszói Kistérségi Többcélú Társulás, 2005-2007, szakértő, oktatás-közművelődés − B.A.Z. Megyei Önkormányzat Elnöki Kabinet 2007-2011 − Miskolc Megyei Jogú Város Polgármesteri Hivatal Polgármesteri Kabinet, kabinetvezető-helyettes 2011-2015 − Miskolci Közintézmény Működtető Központ, 2015-2020 − Borsod-Abaúj-Zemplén Megyei Önkormányzat, elnöki főtanácsadó, 2020-2022. Miniszterelnöki Kormányiroda, vezető-kormányfőtanácsos, 2020-2022-ig. 2022 májusától országgyűlési képviselő.

## Kitüntetések
2015. Magyar Ezüst Érdemkereszt

## Könyvei
- Takács László és Kovács Zsolt, Harsány története, monográfia 1998
- Takács László és Kovács Zsolt, Dédestapolcsány község történeti forrásgyűjteménye 1998
- Takács László és Kovács Zsolt, Baktakék története, monográfia 1999
- Takács László és Kovács Zsolt, Novajidrány község történeti forrásgyűjteménye 2000
- Takács László és Kovács Zsolt, Vatta története, monográfia 2000
- Takács László és Kovács Zsolt, Bodrogkisfalud története, monográfia 2000
- Takács László és Kovács Zsolt, Hejőpapi története, monográfia 2001
- Takács László és Kovács Zsolt,  Hejőbába története, monográfia 2002
- Takács László és Kovács Zsolt, Tard története, monográfia 2002
- Kovács Zsolt, Máttyássy család története 2015
- Kovács Zsolt Megyekönyv 2021
- Kovács Zsolt Szépséges jel pajzsodon 2022
- Kovács Zsolt Nemesi címereslevelek Borsod vármegye levéltárából 2023
- Kovács Zsolt Nemesi címereslevelek Abaúj, Torna és Zemplén vármegyék levéltáraiból 2023

## Szobrok, emlékművek tervezése
- Ongaiak Ongáért dombormű, Onga 2000
- Kalász László emléktábla, Perkupa, 2001
- Görgey emléktábla, Onga Általános Iskola, 2001
- Görgey Artúr dombormű, Onga, 1848-49-es emlékmű, 2001
- Wass Albert emlékmű, B.-A.-Z. Megyeháza udvara, 2008
- Erdélyi Helikon emlékkő, B.-A.-Z. Megyeháza udvara, 2008
- Márai Sándor emlékmű, B.-A.-Z. Megyeháza udvara, 2009
- Trianon emlékmű, Onga, 2010
- Bárczay- Miskolc ikercímeres dombormű, Bárczay kúria, 2019
- Reményik dombormű, Tokaj, 2020
- Nemzeti Összetartozás emlékmű, B.-A.-Z. Megyeháza udvara, 2020
- Kovács Vilmos Kárpátaljai költő emlékműve B.-A.-Z. Megyeháza udvara 2021